# Bilinguismo

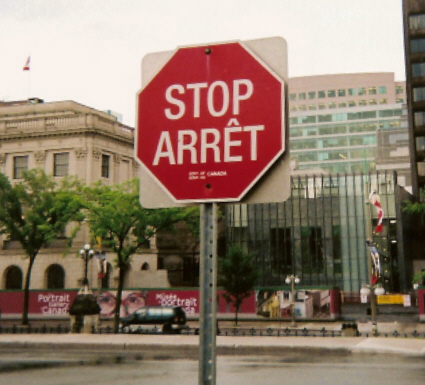
Cartello dello Stop in inglese e francese a Ottawa, Canada

Con bilinguismo si intende genericamente l’uso regolare di due lingue o varietà linguistiche da parte di un individuo o di una popolazione. La definizione include anche 
- l’impiego di tre o quattro lingue[3]
- l’utilizzo di una lingua nazionale insieme a un suo dialetto[3][4] (ad esempio il greco standard accanto al greco cipriota o l’inglese con l’inglese afro-americano)[5]
- l’uso, come nel contesto degli italofoni, della lingua nazionale e di una lingua regionale (quale il siciliano o il piemontese)[4][5][3], compreso  un suo dialetto locale non standardizzato (per esempio il vicentino, varietà veneta)[6]

indipendentemente, secondo certi studi, dal grado di somiglianza tra le varietà.
Da un punto di vista cognitivo, infatti, il cervello si esercita a passare regolarmente da un codice ad un altro.
In sociolinguistica si definisce diglossia la situazione di bilinguismo in cui le due lingue o varietà coprano ambiti e ruoli socialmente distinti, ovvero quando si ha la compresenza di una varietà standardizzata considerata "alta", di uso scritto, formale, ufficiale, liturgico, amministrativo, trasmessa dalla scuola, e di una "bassa", informale, utilizzata nella conversazione quotidiana e appresa spontaneamente, che non si sovrappongono sotto il profilo funzionale.

## Classificazione del bilinguismo

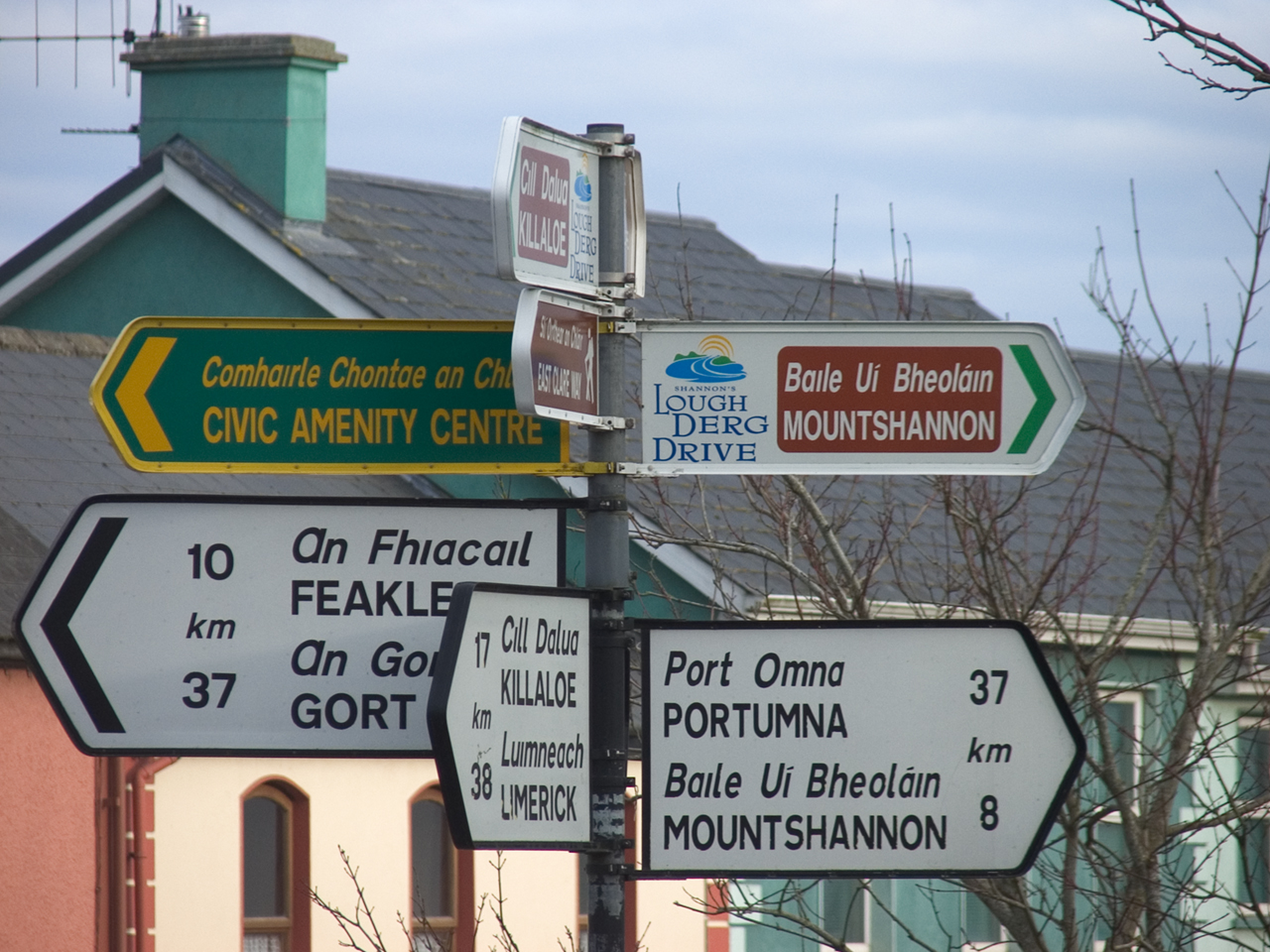
Segnaletica stradale comune in Irlanda. La spesso caotica segnaletica irlandese riporta i nomi dei luoghi in stampatello maiuscolo per l'inglese e in stampatello minuscolo per il gaelico.

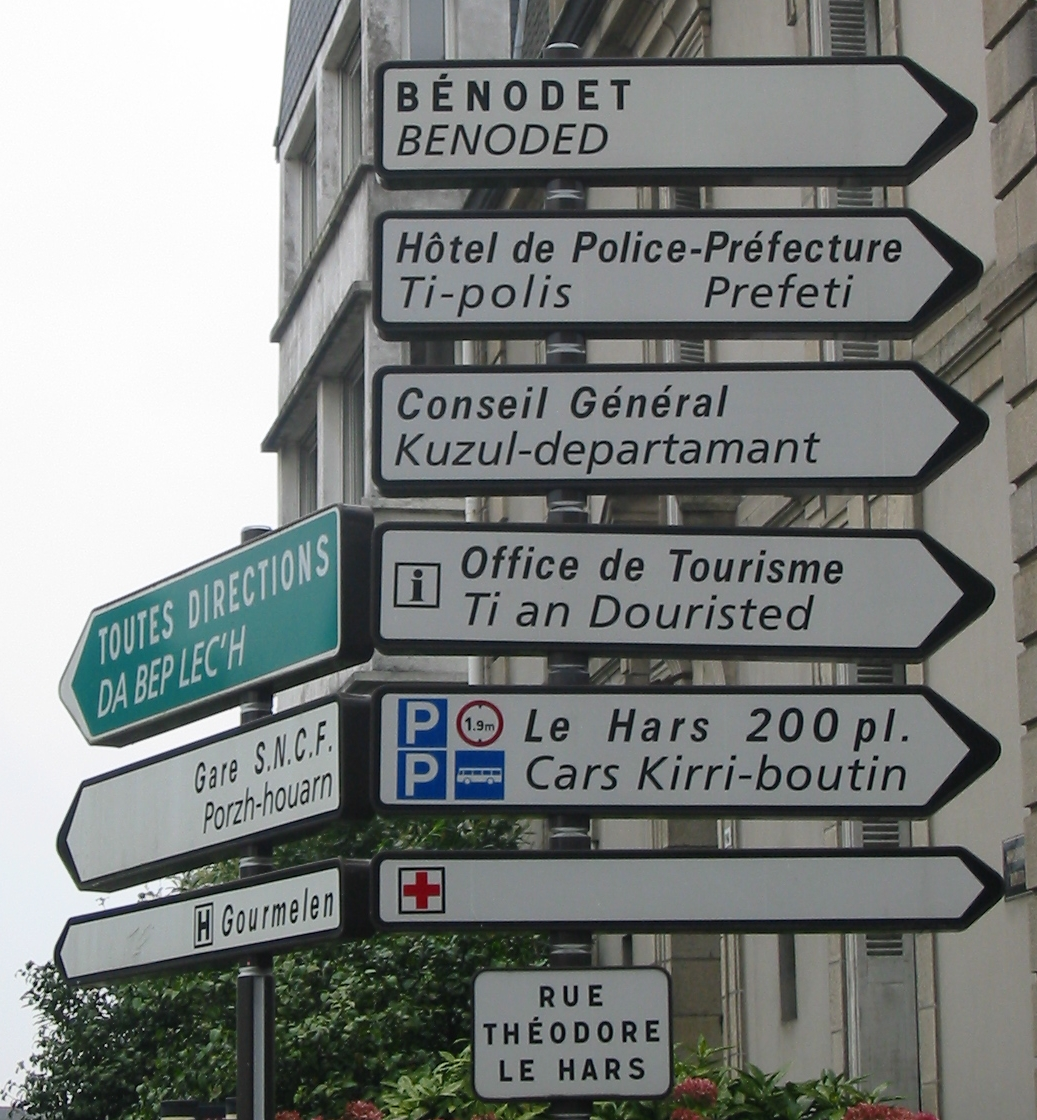
Segnaletica bilingue (francese e bretone) a Quimper in Bretagna

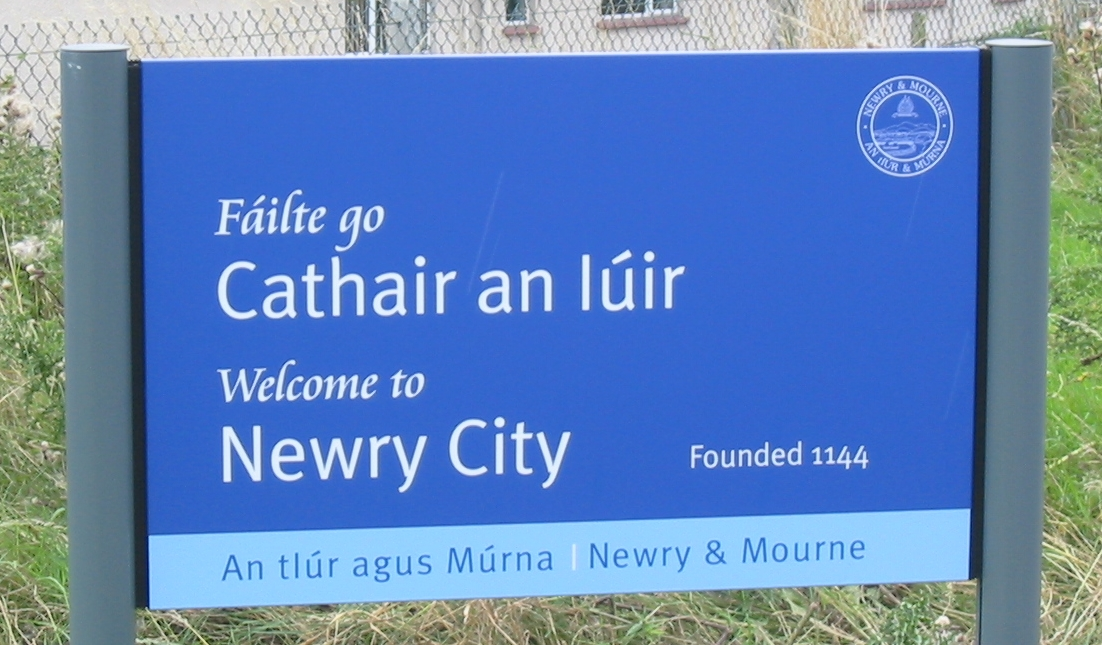
Segnale di benvenuto a Newry nell'Irlanda del Nord in gaelico e inglese

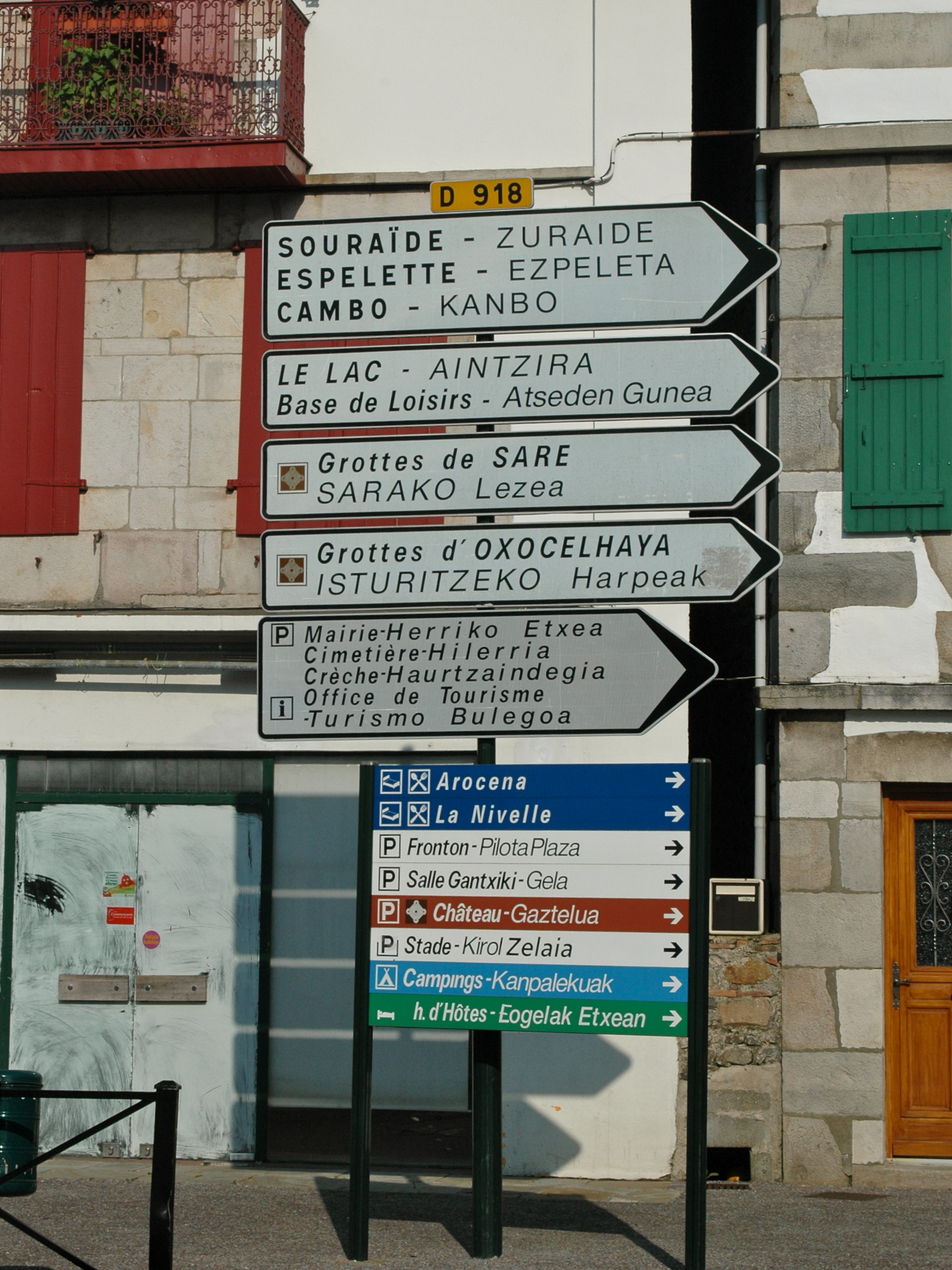
Segnaletica bilingue in francese e basco a Saint-Pée-sur-Nivelle/Senpere nei Pirenei Atlantici

Il bilinguismo può designare tre diversi fenomeni:
- Bilinguismo personale (Davide è bilingue).
- Bilinguismo sociale, regionale o nazionale (la Finlandia è un paese bilingue).
- Bilinguismo internazionale (uno svedese e un norvegese che comunicano in due idiomi).

Un'altra importante classificazione del bilinguismo è stata effettuata considerando il momento in cui la seconda lingua viene acquisita dal parlante.
Si parla infatti di:
- Bilinguismo ideale: quando il parlante ha una conoscenza perfetta di entrambe le lingue.
- Bilinguismo precoce: quando l'idioma viene appreso prima dello studio grammaticale della seconda lingua, solitamente in età prescolare.
- Bilinguismo simultaneo: quando l'acquisizione dei due idiomi avviene nello stesso momento. È il caso di persone che vivono in famiglie dove i due idiomi coesistono e vengono usati entrambi, parallelamente.
- Bilinguismo consecutivo quando si acquisisce dapprima la lingua madre e poi la seconda lingua. È il caso di persone che emigrano in paesi in cui si parla una lingua diversa, per poi stabilirsi nel paese d'adozione.
- Bilinguismo passivo: quando una delle due lingue è solo compresa, ma il parlante non ha la capacità di riprodurla. Quest'ultimo, secondo la maggior parte dei linguisti, è un particolare tipo di bilinguismo poiché i due codici non possono essere considerati allo stesso livello visto che le competenze del parlante sono diverse nei due idiomi.

## Bilinguismo amministrativo
Viene ordinariamente definito bilingue (o per estensione trilingue, ecc.) un territorio nel quale siano ufficialmente riconosciute ai fini amministrativi più lingue abitualmente parlate dalla popolazione (normalmente la lingua ufficiale dello Stato e la lingua parlata dalla popolazione locale che costituisce minoranza in relazione allo Stato cui appartiene). In senso più ristretto il bilinguismo presuppone che le due lingue parlate siano parificate sul piano amministrativo e dell'uso quotidiano, nonché che le lingue siano attivamente parlate da una significativa fascia della popolazione.
Sono elementi costitutivi del bilinguismo:
- L'utilizzo effettivo abituale da parte di una consistente parte della popolazione di più idiomi percepiti come lingue differenti (anche se non da parte delle stesse persone);
- Il riconoscimento ufficiale della seconda lingua locale da parte delle autorità amministrative;
- La "visibilità" della duplicità linguistica estesa alla segnaletica, alla toponomastica, alla comunicazione;
- L'applicazione del bilinguismo nell'insegnamento scolastico.

In riferimento al bilinguismo amministrativo si possono verificare diversi casi:
- bilinguismo "perfetto", nel quale alle due lingue viene riconosciuta pari importanza e visibilità;
- bilinguismo "imperfetto", in cui viene riconosciuto maggior valore legale alla lingua principale dello Stato riservando alla seconda lingua locale minori misure di tutela e di riconoscimento.
- bilinguismo "monolinguistico" in cui la lingua locale assume maggiore importanza e surclassa la lingua dello Stato il cui utilizzo diviene secondario.

In relazione alla situazione locale dei territori interessati esistono diverse tipologie di bilinguismo:

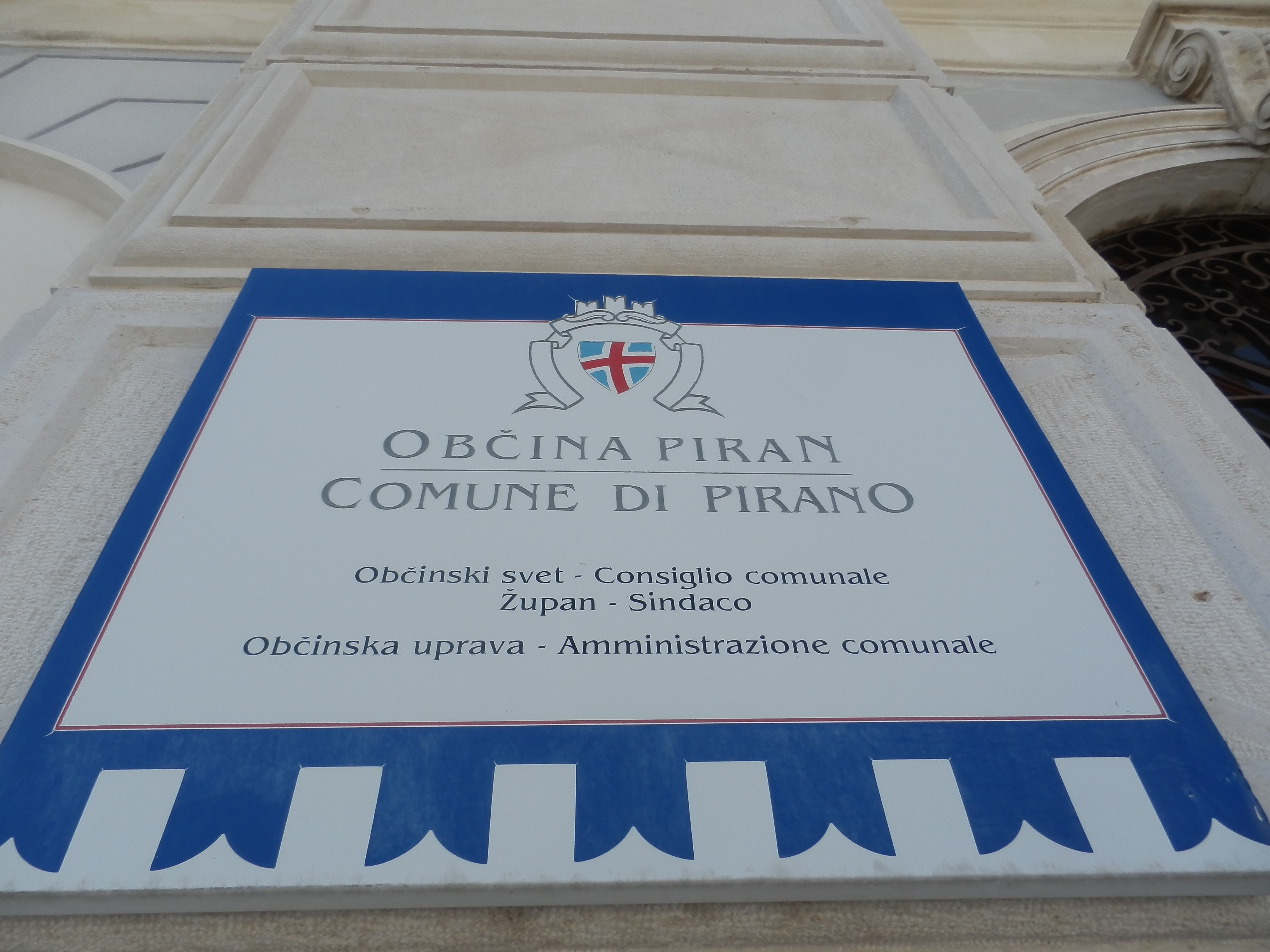
Cartello bilingue in sloveno e in italiano a Pirano, in Slovenia

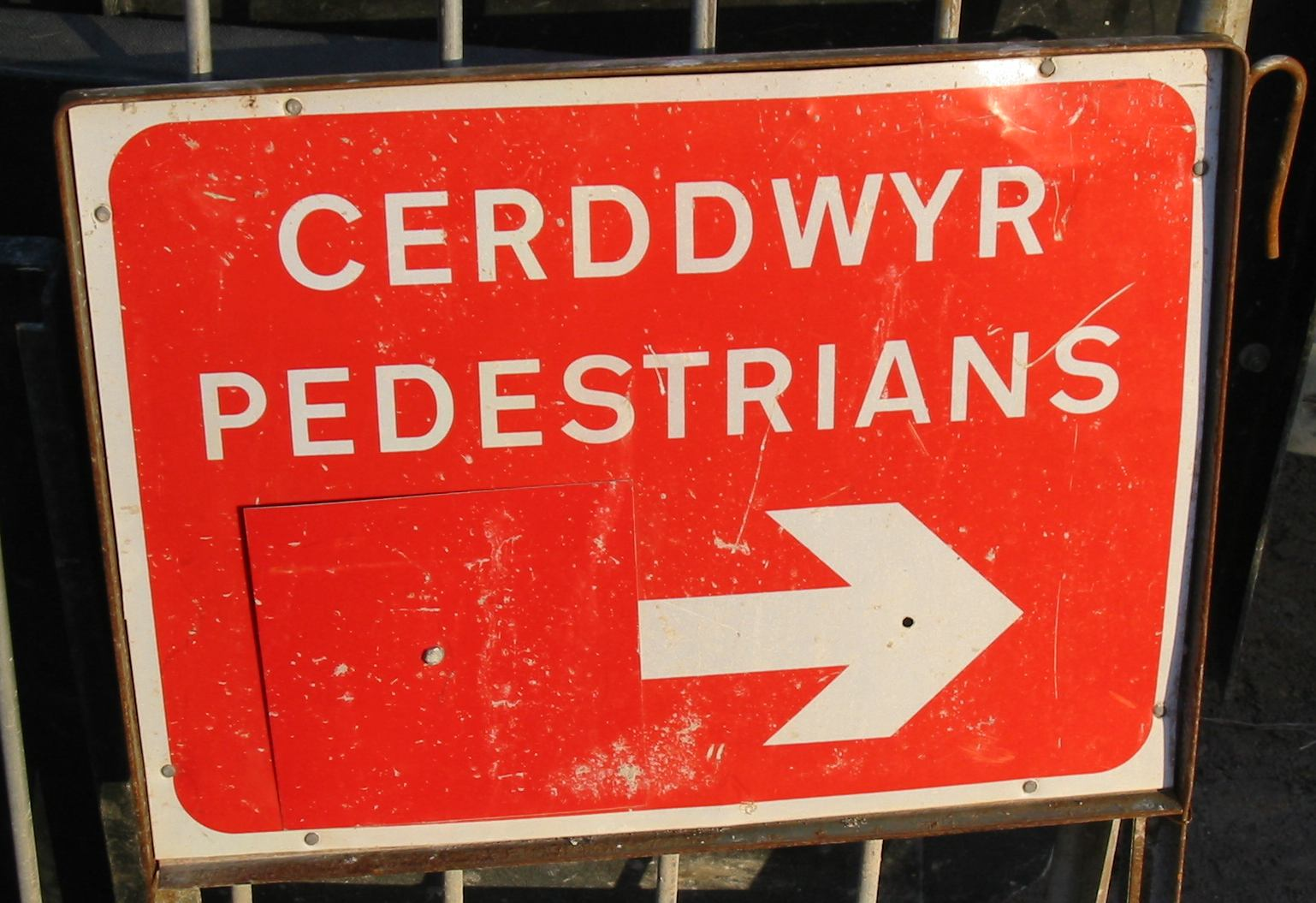
Segnale per pedoni in gallese ed in inglese a Caernarfon, nel Galles

- Bilinguismo nazionale di confine: legato alla presenza nel territorio di uno Stato di una popolazione di lingua e cultura afferente a quella dello Stato confinante. Questo fenomeno è stato sempre particolarmente diffuso soprattutto in seguito a una determinazione dei confini o della formazione degli Stati nazionali storicamente avvenuta a seguito a eventi bellici o di accordi internazionali che non hanno spesso tenuto conto dell'identità delle popolazioni interessate. Minoranze di questo tipo sono spesso oggetto di tutela linguistica anche per effetto di accordi internazionali con i paesi confinanti. Sono esempi di questa tipologia il bilinguismo italiano/tedesco per l'Alto Adige per l'Italia nel quale è attuato un bilinguismo amministrativo "perfetto" (mentre nell'uso quotidiano prevale l'italiano a Bolzano e il tedesco negli altri centri), la Regione di Bruxelles in Belgio e il Nuovo Brunswick in Canada. In diversi casi, nel corso dei secoli e per effetto delle politiche centralizzatrici degli Stati e dei mezzi di comunicazione di massa le popolazioni tendono a venire più o meno assorbite e omogeneizzate nella cultura nazionale. È il caso in Italia della Valle d'Aosta e della fascia di lingua slovena del Friuli-Venezia Giulia, per la Francia dell'Alsazia (ormai ampiamente francesizzata fatta eccezione per la toponomastica e l'uso familiare dei dialetti tedeschi e dove comunque il francese è l'unica lingua amministrativa), della costa istriana già italianofona in Slovenia e Croazia. Forme più elevate di tutela possono far giungere al riconoscimento ufficiale della sola lingua locale o comunque a un maggior grado di visibilità rispetto alla lingua dello Stato: è il caso della Regione Fiamminga di lingua neerlandese in Belgio, un tempo amministrativamente bilingue o del Québec francofono in Canada.
- Bilinguismo regionale: legato alla presenza in uno Stato, o anche a cavallo tra più Stati, di regioni aventi una spiccata identità linguistica. In questi casi il meccanismo di tutela linguistica è molto più complesso e difficile (in particolare tra idiomi facenti parte dello stesso gruppo linguistico), e avviene normalmente attraverso lunghi processi di emancipazione e autodeterminazione locale spesso osteggiati dagli Stati centrali talvolta preoccupati che il dare visibilità alle specificità culturali di un territorio possa dare origine a una disgregazione territoriale. Il bilinguismo è perfetto nei Paesi Baschi in Spagna mentre in Catalogna il catalano surclassa oggi ampiamente l'uso dello spagnolo castigliano. Minori forme di tutela linguistica (spesso regionali e con caratteristiche molto differenti) sono presenti in Francia in Corsica e Bretagna, in Gran Bretagna nel Galles e in Scozia, in Germania nella fascia di confine di lingua soraba, in Italia in Sardegna nel Friuli e nella Venezia Giulia, nei Paesi Bassi in Frisia. Un caso particolare di rinascita del bilinguismo è avvenuto in Cornovaglia dove la lingua locale già data per estinta è ora incoraggiata dal governo britannico.
- Isole linguistiche: costituiscono territori di dimensione e consistenza limitata spesso anche a notevole distanza dal gruppo nazionale/regionale di riferimento. Per la loro ridotta dimensione e il minor peso politico sono spesso le comunità meno oggetto di tutela linguistica. È il caso ad esempio delle minoranze etnico-linguistiche storiche italiane (catalani di Alghero; croati del Molise; albanesi della Basilicata, Calabria, Sicilia, Molise, ecc.; grecanici, ecc.) dove le misure di promozione del bilinguismo sono spesso assai ridotte.

## Bilinguismo in Italia

### Bilinguismo amministrativo per paese
- Bilinguismo amministrativo in Belgio
- Bilinguismo amministrativo in Francia
- Bilinguismo amministrativo in Italia
- Bilinguismo amministrativo in Polonia
- Bilinguismo amministrativo in Spagna
- Bilinguismo amministrativo in Africa
- Bilinguismo amministrativo in Asia
- Bilinguismo amministrativo nel Regno Unito
- Bilinguismo amministrativo nel mondo